# تحليل التكرارات المزدوجة القصيرة
تحليل التكرارات المترادفة القصيرة (بالإنجليزية: Short Tandem Repeat (STR) analysis)‏ هو أسلوب في علم الأحياء الجزيئي يُستخدم لمقارنة موضع كروموسومي مُحدد على الحمض النووي (DNA) بين عينتين أو أكثر. التكرارات المترادفة القصيرة هي «تكرارات مترادفة قصيرة» (بالإنجليزية: microsatellite)‏ تتألف من وحدة من اثنين إلى ثلاثة عشر من النيوكليوتيدات المكررة لمئات المرات في صف واحد على الحمض النووي.